# Kapampangan
Kapampangan is een van de grootste Malayo-Polynesische talen. De taal is het nauwst verwant aan de Sambalische talen en aan het Bolinao. Kapampangan wordt gesproken door de Kapampangan in Pampanga, het zuidelijke deel van de provincie Tarlac en het noordelijke deel van de provincie Bataan. Alternatieve benamingen zijn Pampango, Pampangueño of Amanung Sisuan (dit laatste betekent letterlijk "moedertaal").

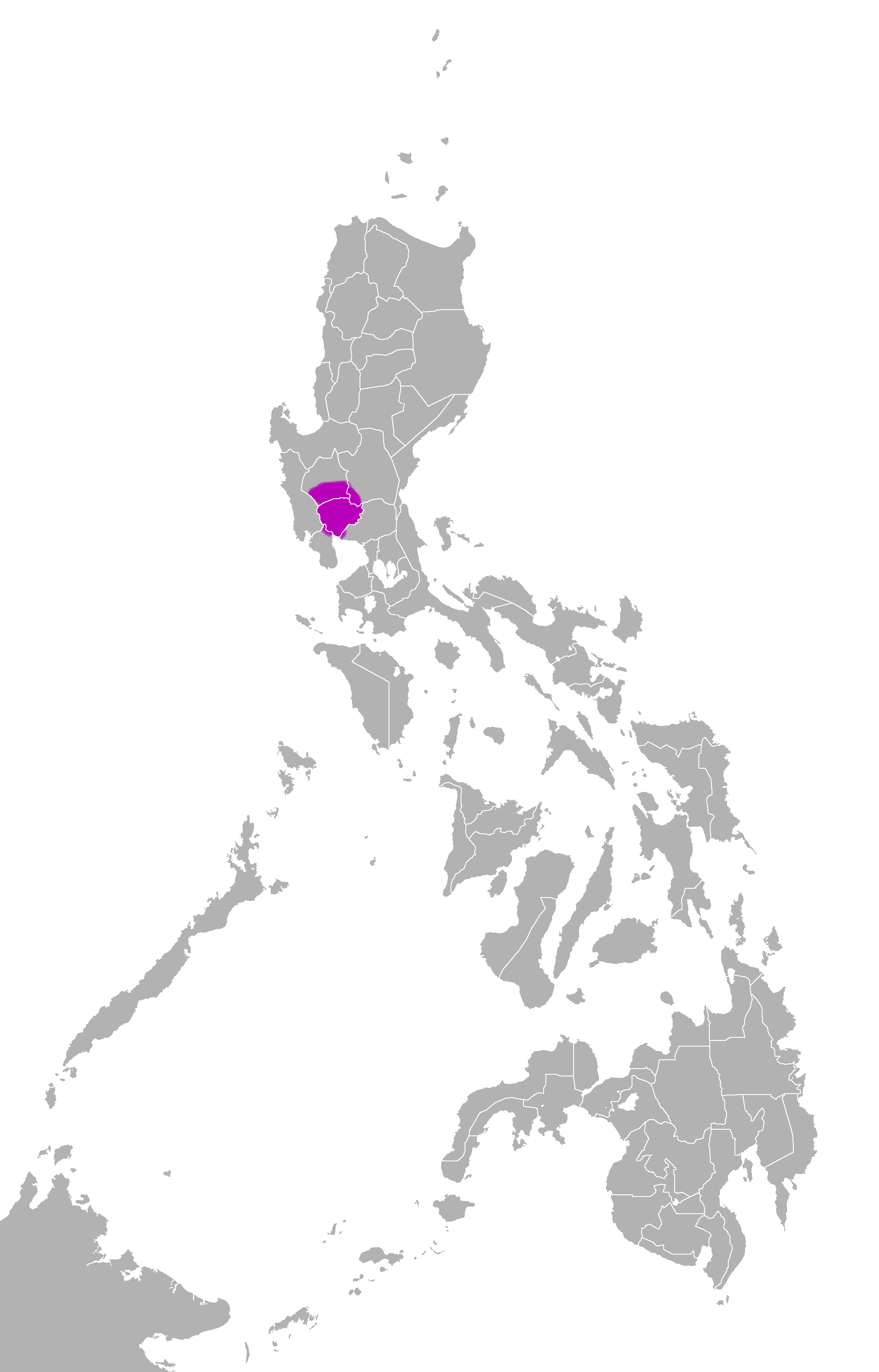
Het Kapampangan-taalgebied